# デニー・アン
デニー・アン （朝: 데니 안、英: Danny Ahn、1978年12月22日 - ）は、 韓国の歌手兼俳優である。音楽グループgodのラッパー。SidusHQ所属(個人活動)。身長180cm。ソウル外国人学校から檀国大学校演劇映画学科卒業。

## 人物
- パク・ジュンヒョンは従兄弟[1]。
- 1999年1月にgod 1集「Chapter One」でデビュー。
- 2013年にケーブルテレビ局QTVの番組「20世紀未少年」で、同世代で90年代後半にアイドルとして活躍していたムン・ヒジュン、トニー・アン(H.O.T.)、ウン・ジウォン(Sechs Kies)、チョン・ミョンフン(NRG)とともにアイドルユニット핫젝갓알지(H.S.g.RG)結成。[2]
- 2018年現在、godのラッパーとして活動するとともに、俳優、タレントとしても活動している。

## ディスコグラフィ
- 2007年 : デジタルシングル 《バカ》
- 2007年 : デジタルシングル 《夢だったら》

### 参加アルバム
- Invitation(オム・ジョンファ):「Invitation」1998年
- T-Virus(キム・テウ)：「記憶と思い出（feat ジュンヒョン、ホヨン、デニー）」 2009年9月3日発売
- 20世紀美少年プロジェクト(20세기 미소년 프로젝트)：「할 수 있어」2013年5月20日

## 出演

### 映画
- 2008年  ：「待ちくたびれて」...ソ・ミンチョル
- 2011年  ：「ヘッド」...スンワン

### ドラマ
- 2008年  ：合作ドラマ「上海ブラザーズ」...キム・ガンホ
- 2008年  ：SBS朝ドラマ「純潔なあなた」...ガン・ウンファン
- 2010年  ：KBS2水木ドラマ「チュノ」...白虎
- 2010年  ：KBS2水木ドラマ「逃亡者プランB」...ベク・ナムジョン
- 2011年  ：JTBC朝ドラマ「女が二度化粧するとき」...ハン・ソンオ
- 2012年  ：チャンネルA月火ドラマ「グッバイマヌル」...ドンヒ
- 2013年  ：tvNメディティカルドラマ「幻巨塔」...ダルス
- 2014年  ：JTBC週末連続ドラマ「12年ぶりの再会」
- 2014年  ：KBS2ドラマスペシャル -漆黒"...バクヒョンテ
- 2015年　：TVB Korea 韓国香港合作ドラマ「7日間のロマンス」...アン・ジュンソ
- 2016年　：SBS「魔女の城」

(ゲスト出演)
- 2001年  ：MBCシチュエーションコメディ「ニューノンストップ」
- 2010年  ：MBC水木ドラマ「まだ結婚したい女」
- 2010年  ：MBC秋夕特選ドラマ「主婦キム·グァンジャの第3の活動」
- 2011年  ：SBS月火ドラマ「私に嘘をついてみて」
- 2012年  ：KBS水木ドラマ「優しい男」...キム·ジョンフン
- 2015年  ：SBS週末ドラマ" 浮かんだ！ファミリー "

### 芸能
放送中
- Y-star " LIVE POWER Music MC "：2010.6.5〜現在
- XTM「トップギア·コリア」：2013.4.28〜現在

- MBC「godの育児日記」：2000.1.9〜2001.5.12
- MBC「特集godの育児日記」：2001.12.29〜2002.1.5
- MBC「音楽キャンプ」MC：2004.7.10〜2005.2.26
- Channel V「A-Live」MC：2006.9.23〜2006.9.30
- Mnet「M SUPER CONCERT」MC：2009.8.8〜2009.9.15
- KBS2「出発ドリームチーム」:2009.10.25～2010.4.12
- QTV「順位定める女性 」：2009.11.8〜2011.9.8
- MBC every1「ハクナマタタ」MC：2010.1.19
- M-net 「Only You Concert」 MC：2010.4.27〜2010.7.5
- Fashion N 「トレジャーハンター」：2010.5.15
- サムスン電子のライブセットコンサートのMC：2011.3.25
- 雇用労働部「社会的企業の日記念-デニーのミュージックショー」の公開放送MC：2011.7.1
- サムスン電子及びMBCミュージック 「BLUE CONCERT」 MC：2012.8.5
- MBC「私たち結婚しました」MC：2012.9.8-2014
- MelOn＆MBCミュージック 「2012 Melon Music Award」MC：2012.12.15
- QTV「20世紀美少年」：2013.04.16〜2013.11.19
- KBS2「野生の発見」:2013.7.5
- Mnet 「Mnet 20's Choice」MC:2013.7.18
- MBC「コイカの夢－フィリピン編」:2013.9.11
- QTV「美少年通信」：2013.11.26〜2013.12.26
- Trend E 「今夜どう？」：2014.01.16〜2014.05.10
- OnStyle「WISH」：2014.7.19〜2014.08.09

### ラジオ
- KBS 2FM「Kiss The Radio」：2004.4.26〜2006.8.20
- KBS Cool FM「デニーのミュージックショー」：2011.4.11〜2013.4.7

### ミュージカル・演劇
- 2008年  ：「クローザー」...テヒョン
- 2008年  ：「ナセンムン」
- 2008年  ：「桜の園」...ヤシャ
- 2008年  ：「クローザー」...テヒョン
- 2010年  ：「偉大なキャッツビー」...キャッツビー